# Juan Bustos
Juan Gabriel Bustos Golobio (Nicoya, 9 luglio 1992) è un ex calciatore costaricano, di ruolo centrocampista.

## Caratteristiche tecniche
Specialista nel recuperare dei palloni, è stato paragonato da Stefano Benzi a Badu.

## Carriera

### Club
Ha esordito nel 2010 con il Saprissa.

### Nazionale
Nel 2011 viene convocato nell'Under-20 per prendere parte al campionato mondiale di categoria.